# Paul Wiedmer
Paul Wiedmer (Burgdorf, 1 februari 1947) is een Zwitserse beeldhouwer, tekenaar en graficus.

## Leven en werk
Wiedmer volgde van 1963 tot 1966 een vakopleiding als slotenmaker. Van 1967 tot 1973 was hij als assistent werkzaam bij de metaalbeeldhouwer Bernhard Luginbühl en kwam zo in contact met Jean Tinguely en later met Niki de Saint Phalle. Hij hielp in 1969 Tinguely met de start van diens project Le Cyclop de Jean Tinguely in Milly-la-Forêt. In 1970 begon Wiedmer een eigen atelier, maar hij bleef Luginbühl, Tinguely en De Saint Phalle assisteren. Zo hielp hij in 1973 Tinguely in de Verenigde Staten met Chaos Nr. 1 in het Civic Center van Columbus (Indiana), in 1977 Luginbühl, Tingguely en De Saint Phalle in het Centre Georges Pompidou in Parijs met hun project Crocrodrome de Zig et Puce en in 1981 Niki de Saint Phalle met de installaties in haar beeldenpark Giardino dei Tarocchi. In 1980 werd door Wiedmer in Burgdorf het Borgdorf Sculpture Symposium georganiseerd.
In 1981 verbleef Wiedmer met een stipendium gedurende enkele maanden in het Schweizer Institut in Rome, waar hij op de thema's Feuer und Eisen ("vuur" en "ijzer") de installatie Roma di Nero maakte. In 1982 vond hij in Italië een geschikt terrein voor een eigen, nog aan te leggen, beeldenpark. Met medewerking van de uitgenodigde beeldhouwers, onder anderen Daniel Spoerri, kon in 1997 het beeldenpark La Serpara worden geopend in Civitella d'Agliano. Werkbezoeken in het buitenland vonden plaats in 1989/90 in Nykarleby (West-Finland), in 1991 in Peking, in 2000 in Lilienfeld (Neder-Oostenrijk) in 2002 in Etaneno, Museum im Busch, het door Alfonso Hüppi gestichte kunstproject in Namibië en in 2002/03 in Seoel.
In 2009 werd aan Wiedmer een overzichtstentoonstelling gewijd door het Museum Tinguely in Bazel.

## Enkele werken
- 1975 Feuerskulptur in Burgdorf
- 1975/76 Objets boudlés
- 1979/80 Geräuschsäulen
- 1980 Feuerbaum
- 1984 Feuerpalast mit 21 Säulen
- 1991 Peking Feuer
- 1994 Feuerbaum[3]
- 1994 Lauf der Zeit in Köniz-Wabern
- 1996 Bornarzo Feuerskulptur in Solothurn
- 1997 Rumpelstilzchen, Feuersäulen en Wirrwarr in het beeldenpark La Serpara
- 1998 Dragon[4] bijdrage aan het beeldenpark Il Giardino di Daniel Spoerri van de Zwitserse kunstenaar Daniel Spoerri in Seggiano (regio Toscane)
- 2001 Zukunft in Thun
- 2002 Terra di Fuoco
- 2002 Safarifeuer in Otjiwarongo (Namibië)
- 2003 Bench Marking in Seoel
- 2004 Hitzköpfe Volumen
- 2008 Oase
- 2009 Installatie[5], Schweizerische Triennale der Skulptur 2009 in Bad Ragaz